# Piatra Corbului (Roșia Montană)
Piatra Corbului (monument al naturii), este o arie protejată de interes național ce corespunde categoriei a IV-a IUCN (rezervație naturală de tip mixt), situată în județul Alba, pe teritoriul administrativ al comunei Roșia Montană.

## Localizare
Rezervația naturală se află în partea sudică a „Dealului Cârnic”, la o altitudine cuprinsă între 950 și 1.100 de m, în partea sud-estică a localității Roșia Montană și are o suprafață de 5 ha.

## Descriere
Aria protejată reprezintă un masiv stâncos (turnuri ascuțite, ace, abrupturi) de andezite (roci vulcanice de culoare brun-cenușie, rezultate în urma unor erupții vulcanice), supus mai multor transformări (erodare, dezagregare, șiroire, spălare) de-a lungul timpului, de forma umui cap de corb, sau a unei ruine de cetate.